# Gäsbock Mountainbike-Marathon
Der Gäsbock Mountainbike-Marathon (auch Gäsbockbiker, früher Geißbock-MTB-Marathon) ist ein Mountainbike-Marathon rund um Lambrecht im Mountainbikepark Pfälzerwald.

## Geschichte
Der Gäsbock MTB-Marathon findet seit 2001 mit jährlich wechselndem Motto rund um Lambrecht statt und lockte bereits bekannte Radjournalisten wie Henry Lesewitz sowie Radfahrer wie Udo Bölts und Karl Platt an. Die ersten beiden Marathonrennen in den Jahren 2001 und 2002 fanden jeweils im Herbst statt. Da mehrere deutsche Marathonrennen im Herbst stattfinden, wechselten die Veranstalter nach einer Online-Umfrage auf eine Ausrichtung im Frühjahr. Seitdem findet der Gäsbock-Marathon immer samstags am zweiten Maiwochenende statt. Im Austragungsgebiet des Gäsbock-Marathons, dem Naturpark und Biosphärenreservat Pfälzerwald, wurde im April 2005 der Mountainbikepark Pfälzerwald eröffnet. 2016 fand unter dem Motto Sweet Little Sixteen der 16. Gäsbock-Mountainbike-Marathon mit etwa 600 Teilnehmern statt.
Die 20. Auflage des Mountainbike-Marathons sollte ursprünglich am 9. Mai 2020 unter dem Motto Gäsbock 20 – Wääschd noch? stattfinden. Aufgrund der weltweiten COVID-19-Pandemie und stark ansteigender COVID-19-Pandemie in Deutschland musste der Mountainbike-Marathon in einer Mitteilung des Veranstalters vom 16. März 2020 jedoch auf noch unbestimmte Zeit verschoben werden.

## Beschreibung

### Profil und Charakteristika
Für seine anspruchsvollen Strecken, den finalen „Drecksanstieg“ und die außergewöhnlichen Verpflegungsstationen ist der Gäsbock-Marathon weit über die Grenzen der Pfalz hinaus bekannt und hat sich laut Bike-Magazin 5/2012 unter den zehn schrägsten MTB-Veranstaltungen, bei denen man dabei sein sollte, etabliert. Bereits beim Start überrascht die Teilnehmer der „singende Pfarrer von Lambrecht“ mit Gitarre, selbstverfassten Liedern und Segenswünschen für die Strecke. Auch an den Verpflegungsstationen des Gäsbock-Marathons werden nicht die für Mountainbike-Rennen üblichen Energieriegel bereitgestellt, sondern außergewöhnliche Überraschungen wie Dampfnudeln mit Vanillesoße, gegrillter Pfälzer Saumagen und Sonder-Verpflegungen mit frischen Waffeln, Hefezopf mit Nutella, Kaffee und Kuchen oder Bier und Wurst. Daneben gibt es jährliche, zum jeweiligen Motto themenbezogene Überraschungsstationen wie beispielsweise einen „Kaisergarten“ mit Currywurst und Kölsch (2013, zum Motto Gäsbock und die wilde 13), eine „Rock ’n’ Roll-Station“ (2014, zum Motto Gäsbock 14 rockt!), eine „Disco-Station“ mit Glitzerkugel, Trockeneisnebel und dem entsprechenden Sound (2015, zum Motto Love, Peace and Happy Trails!) oder eine „Kammer des Schreckens“-Tattoostudio-Station (2016, zum Motto Sweet Little Sixteen). Im Bike-Magazin 5/2016 wurde der Gäsbock Marathon unter den zehn Marathons mit Kultcharakter an erster Position genannt.
Der Marathon findet auf einer kürzeren Runde (etwa 60 Kilometer) und einer längeren Runde (etwa 80 Kilometer, durch eine Extra-Schleife auf der kürzeren Strecke) statt. In vergangenen Jahren gab es auch schon drei bis vier verschiedene Rundkurse, bei denen die längsten Strecken 100 Kilometer überschritten. Gestartet wird in Blöcken zu je 100 Startern im Abstand von drei Minuten, um das Teilnehmerfeld zu entzerren. Der Start erfolgt an der Klosterkirche in Lambrecht. Eine Zeitnahme erfolgt nicht.
Unter den etwa 600 jährlichen Teilnehmern befinden sich neben vielen Sportlern aus ganz Deutschland inzwischen auch immer mehr Mountainbiker aus dem benachbarten europäischen Ausland. Die Teilnehmer müssen ein Mindestalter von 16 Jahren aufweisen. Der Wettbewerb findet auf einem Rundkurs um Lambrecht statt, sodass die Zuschauer die Sportler mehrfach sehen und anfeuern können.

Gäsbock MTB-Marathon im Pfälzerwald (2016)
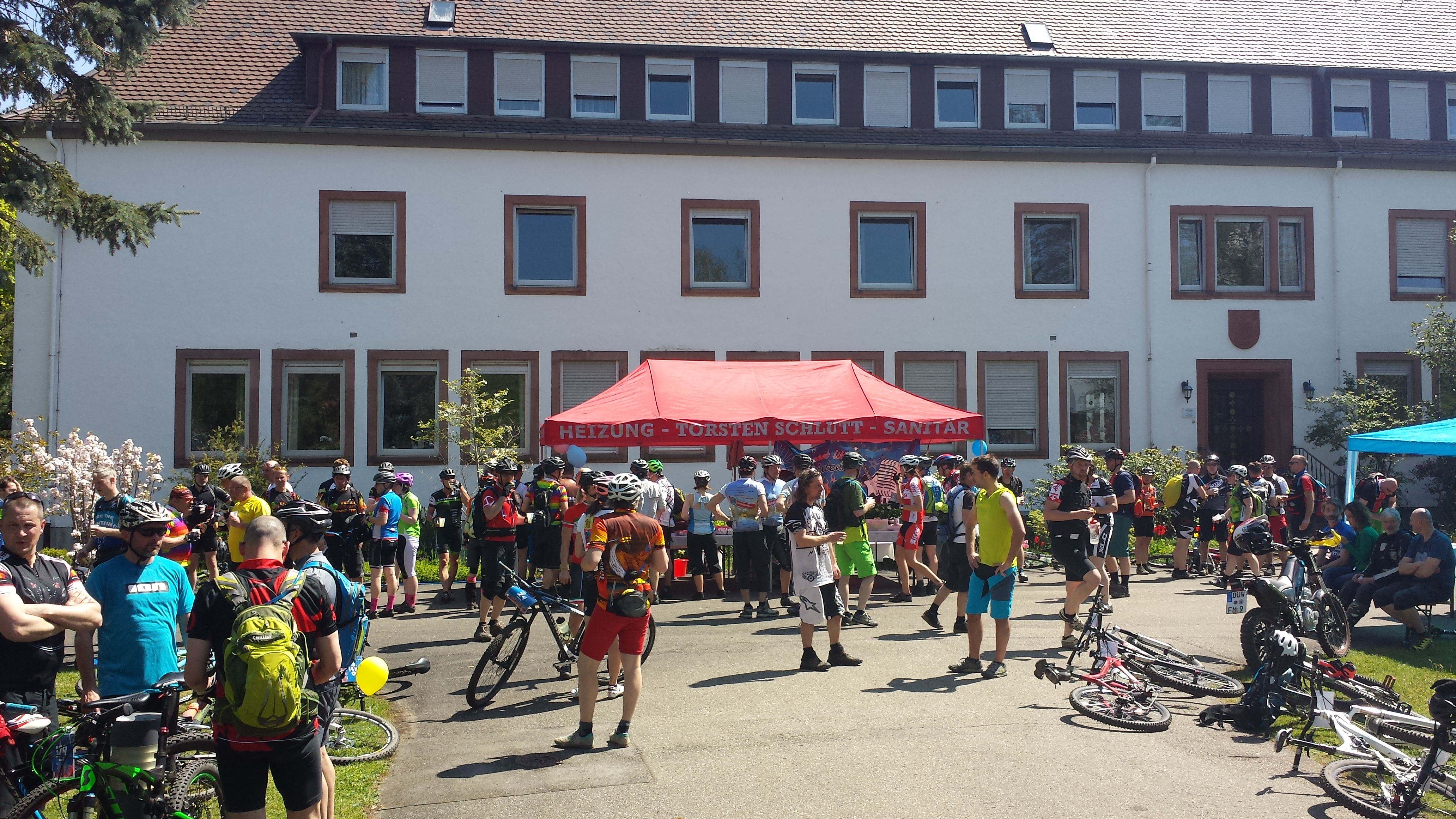
Raststelle im Kloster St. Maria in Esthal, mit Saumagen vom Grill
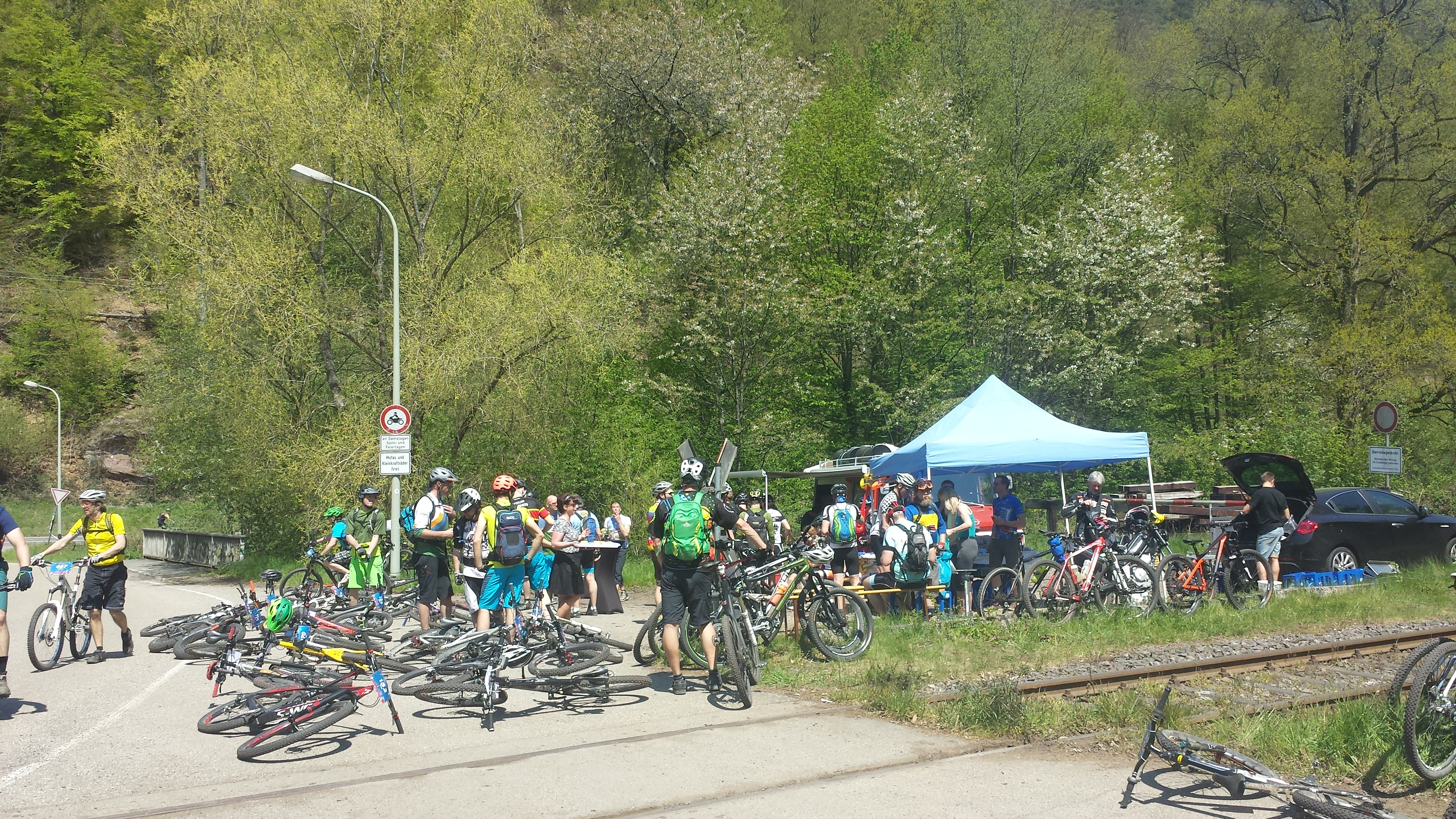
Verpflegungsstation mit Kaffee und Kuchen
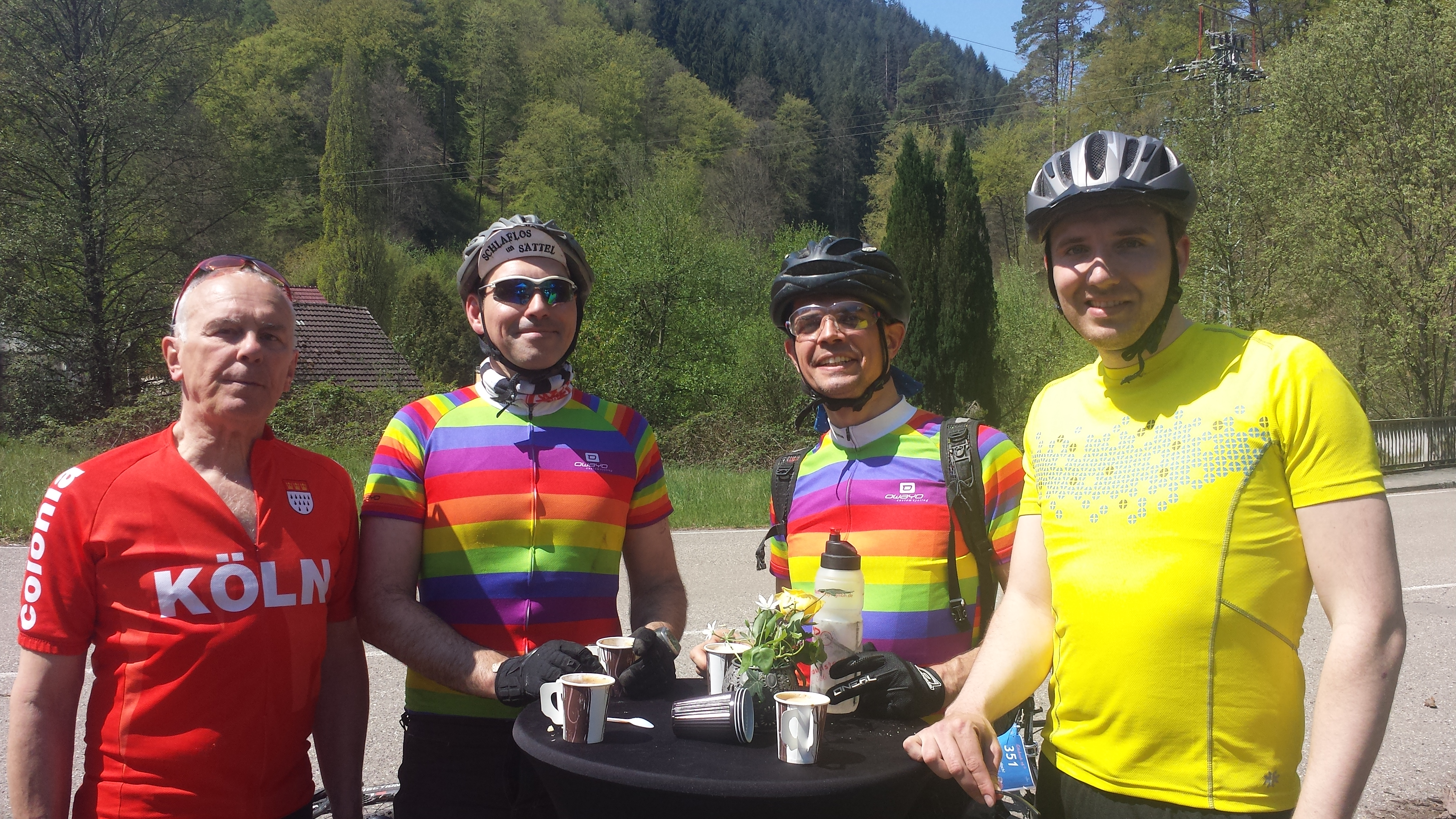
Kaffeepause für Gäsbock-Teilnehmer entlang der Strecke
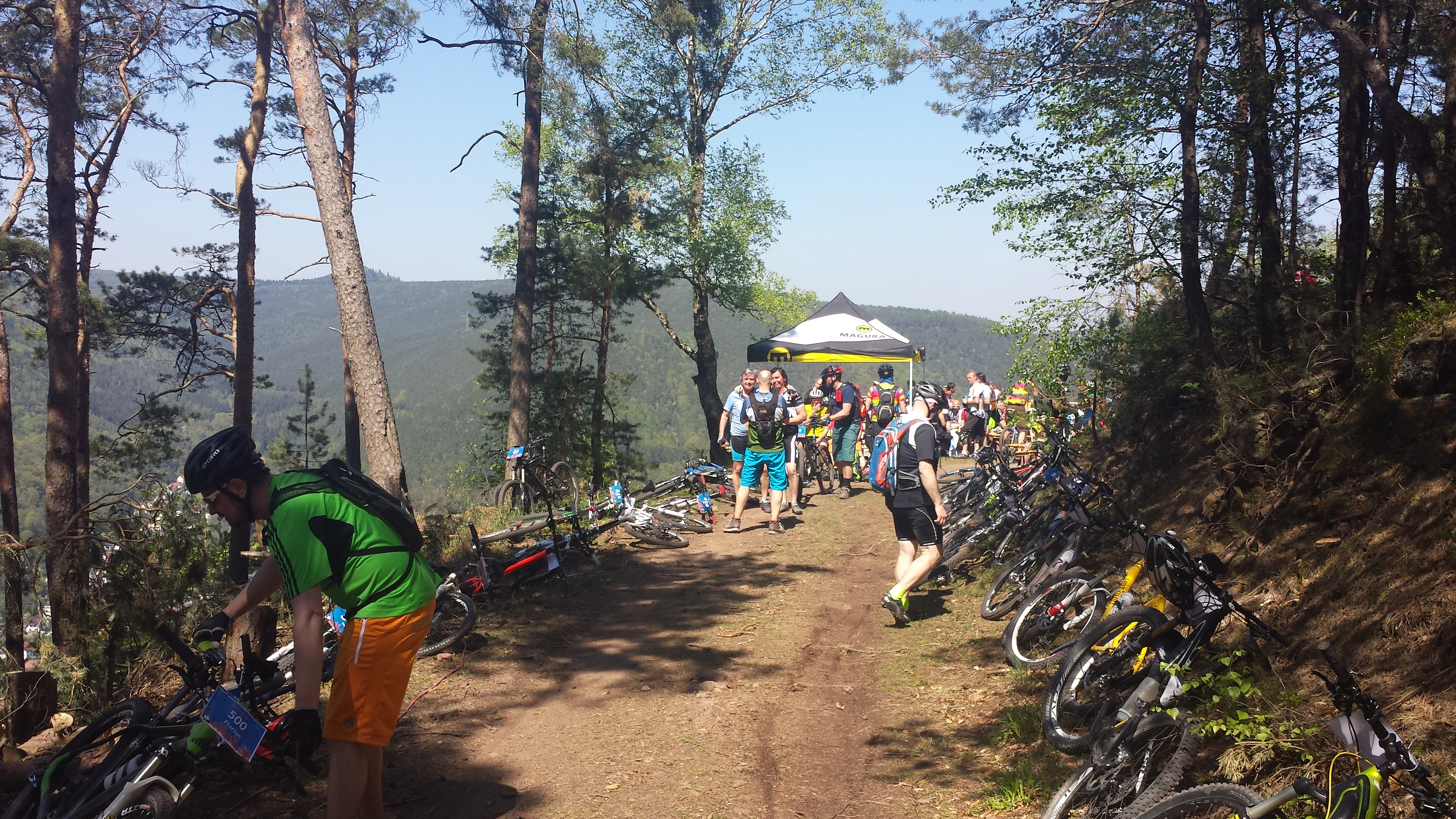
Aussichtspunkt über Lambrecht
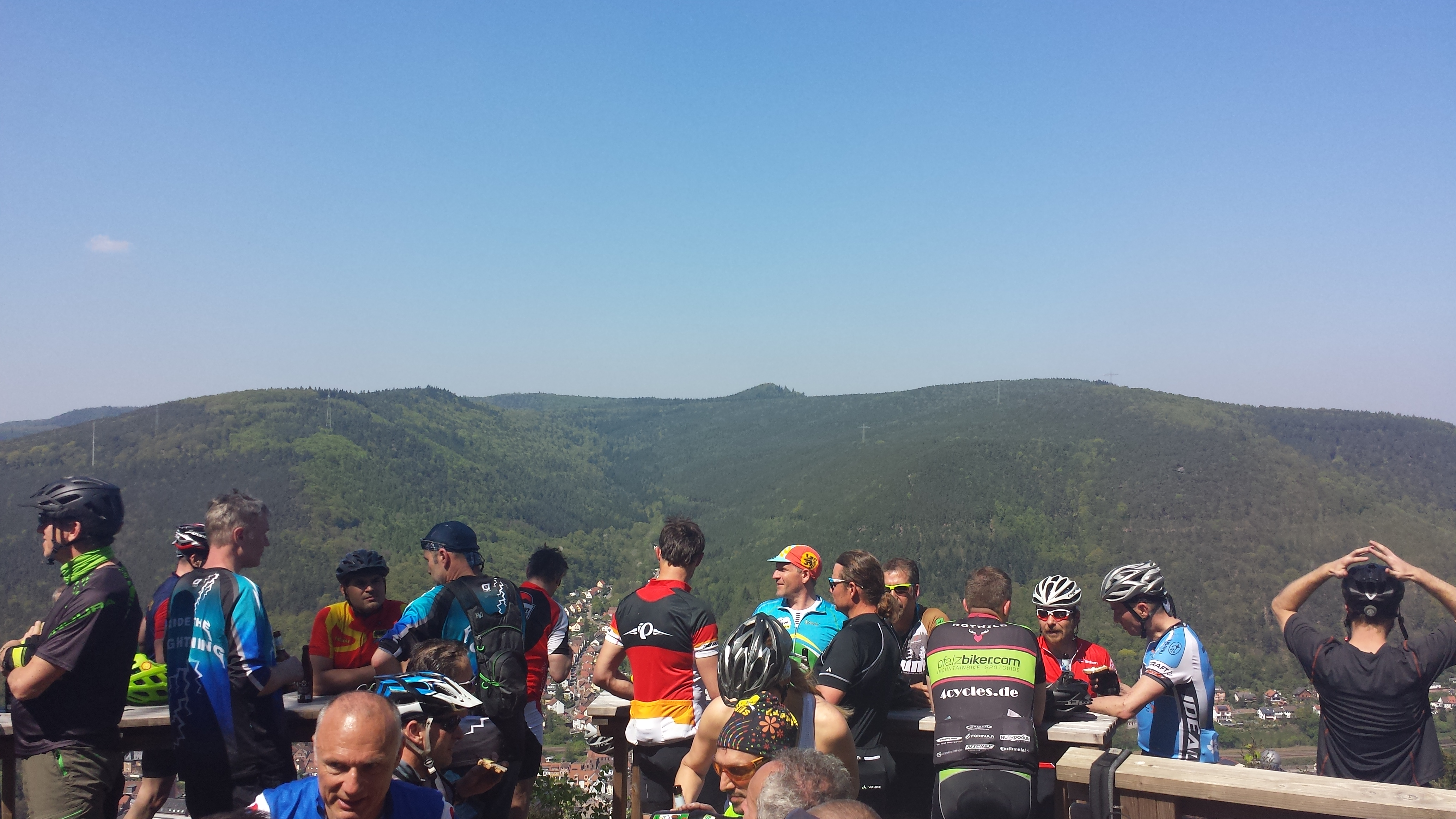
Aussicht auf Lambrecht vor der letzten Trail-Abfahrt ins Ziel
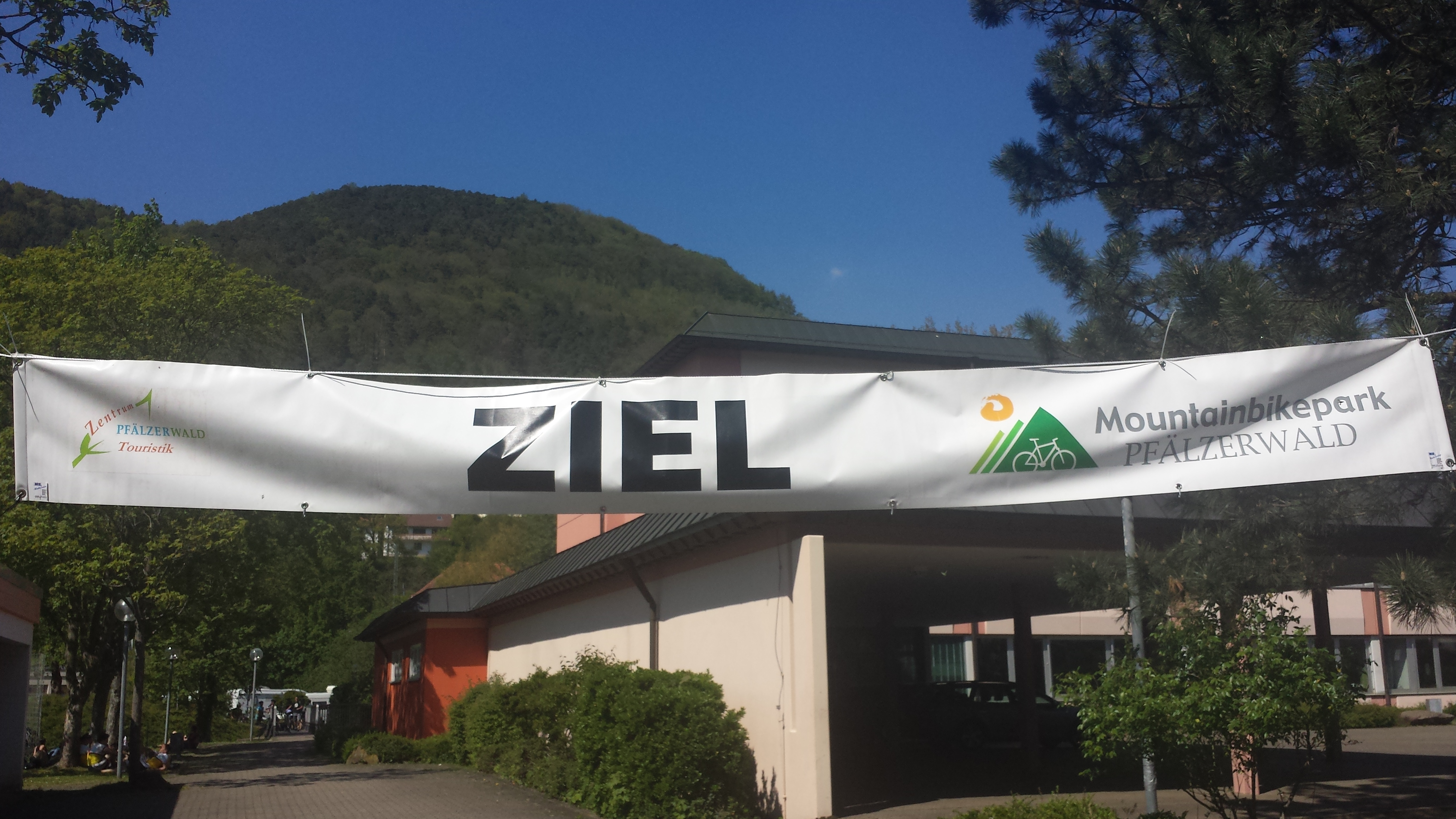
Ziel in Lambrecht

### Marathon-Rennen
Die folgenden Gäsbock-Marathon-Rennen fanden seit 2001 statt:
| Historie des Gäsbock Mountainbike-Marathons | Historie des Gäsbock Mountainbike-Marathons              | Historie des Gäsbock Mountainbike-Marathons                                               | Historie des Gäsbock Mountainbike-Marathons                                          | Historie des Gäsbock Mountainbike-Marathons |
| Jahr                                        | Titel / Motto                                            | Datum                                                                                     | Strecken                                                                             | Teilnehmer                                  |
| ------------------------------------------- | -------------------------------------------------------- | ----------------------------------------------------------------------------------------- | ------------------------------------------------------------------------------------ | ------------------------------------------- |
| 2001                                        | 1. Geißbock-MTB-Marathon                                 | Samstag, 8. September 2001                                                                | vier Streckenlängen (zu 27, 45, 69 und 86 km)                                        | etwa 160 Teilnehmer                         |
| 2002                                        | 2. Geißbock-MTB-Marathon                                 | Samstag, 7. September 2002                                                                | vier Streckenlängen (zu 27, 45, 69 und 86 km)                                        | über 300 Teilnehmer                         |
| 2003                                        | 3. Gäsbock MTB-Marathon                                  | Samstag, 10. Mai 2003                                                                     | drei Streckenlängen (zu 38, 65 und 105 km) und ein City-Race                         | 350 Teilnehmer                              |
| 2004                                        | 4. Gäsbock MTB-Marathon                                  | Samstag, 8. Mai 2004                                                                      | drei Streckenlängen (zu 46, 70 und 100 km)                                           | 500 Teilnehmer                              |
| 2005                                        | 5. Gäsbock MTB-Marathon                                  | Samstag, 7. Mai 2005                                                                      | drei Streckenlängen (zu 40, 60 und 77 km)                                            | 555 Teilnehmer                              |
| 2006                                        | "Die Rückkehr der Regenritter" – 6. Gäsbock MTB-Marathon | Samstag, 13. Mai 2006                                                                     | drei Streckenlängen (zu 38 km mit 1200 HM, 65 km mit 2140 HM und 105 km mit 2650 HM) | -                                           |
| 2007                                        | Gäsbock Marathon 2007                                    | Samstag, 12. Mai 2007                                                                     | zwei Streckenlängen (zu 47 und 75 km)                                                | -                                           |
| 2008                                        | 8. Gäsbock MTB-Marathon                                  | Samstag, 10. Mai 2008                                                                     | zwei Streckenlängen (zu 60 und 80 km)                                                | über 400 Teilnehmer                         |
| 2009                                        | 9. Gäsbock MTB-Marathon                                  | Samstag, 9. Mai 2009                                                                      | zwei Streckenlängen (zu 50 und 75 km)                                                | -                                           |
| 2010                                        | 10. Gäsbock MTB-Marathon 10-jähriges Jubiläum            | Samstag, 8. Mai 2010                                                                      | zwei Streckenlängen (zu 53 km mit 1340 HM und 78 km)                                 | -                                           |
| 2011                                        | Gäsbock 11 – Mountainbiken im Pfälzerwald                | Samstag, 7. Mai 2011                                                                      | zwei Streckenlängen (zu 51 km mit 1380 HM und etwa 75 km)                            | -                                           |
| 2012                                        | Gäsbock 12 – Um Himmels Willen                           | Samstag, 12. Mai 2012                                                                     | zwei Streckenlängen (zu 54 km mit 1420 HM und etwa 75 km)                            | -                                           |
| 2013                                        | Gäsbock und die wilde 13                                 | Samstag, 11. Mai 2013                                                                     | zwei Streckenlängen (zu 55 km mit 1430 HM und 80 km)                                 | etwa 600 Teilnehmer                         |
| 2014                                        | Gäsbock 14 rockt                                         | Samstag, 10. Mai 2014                                                                     | zwei Streckenlängen (zu 55 und 79 km mit 1980 HM)                                    | 555 Teilnehmer                              |
| 2015                                        | Gäsbock 15 – Love, Peace and Happy Trails                | Samstag, 9. Mai 2015                                                                      | zwei Streckenlängen (zu 56 km mit 1450 HM und 86 km mit 2294 HM)                     | -                                           |
| 2016                                        | Gäsbock 16 – Sweet Little Sixteen                        | Samstag, 7. Mai 2016                                                                      | zwei Streckenlängen (zu 55 km mit 1600 HM und 75 km mit 2000 HM)                     | 600 Teilnehmer                              |
| 2017                                        | Gäsbock 17 – Heit trischt’s annerschd                    | Samstag, 6. Mai 2017                                                                      | zwei Streckenlängen (zu 54 km mit 1330 HM und 72 km mit 1760 HM)                     | 555 Startplätze                             |
| 2018                                        | Gäsbock 18 – Bayern un Palz – Gott erhalt’s              | Samstag, 5. Mai 2018                                                                      | zwei Streckenlängen (zu 58 km und 78 km)                                             | 555 Startplätze                             |
| 2019                                        | Gäsbock 19 – Im wilden Westen                            | Samstag, 11. Mai 2019                                                                     | zwei Streckenlängen (zu 55 km und 77,5 km)                                           | 555 Startplätze + 50 Spendenstartplätze     |
| 2020                                        | Gäsbock 20 – Wääschd noch?                               | Samstag, 9. Mai 2020; aufgrund der COVID-19-Pandemie auf noch unbestimmte Zeit verschoben | zwei Streckenlängen (zu 57 km und 83 km)                                             | 555 Startplätze + 50 Spendenstartplätze     |